# Palazzo Alfieri (Asti)

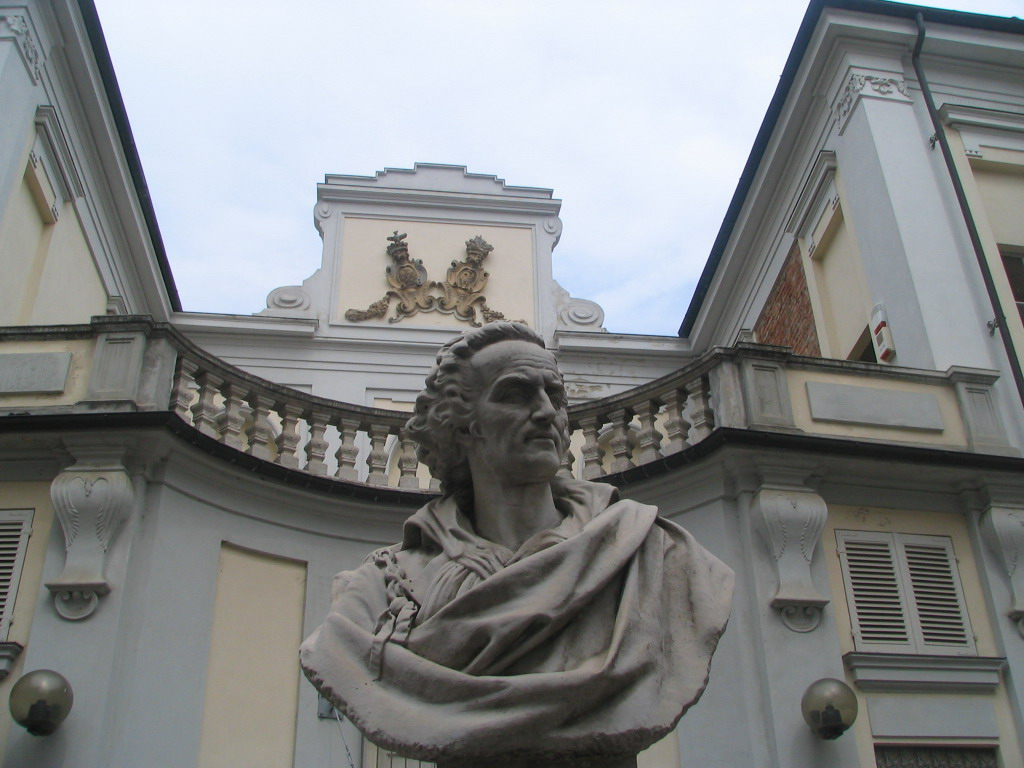
Busto di Vittorio Alfieri nel cortile del palazzo

Palazzo Alfieri è un edificio di Asti in stile barocco, conosciuto in quanto casa natale del poeta Vittorio Alfieri. Si trova in corso Alfieri nel rione Cattedrale ed è la sede del Centro Nazionale Studi Alfieriani.

## Storia

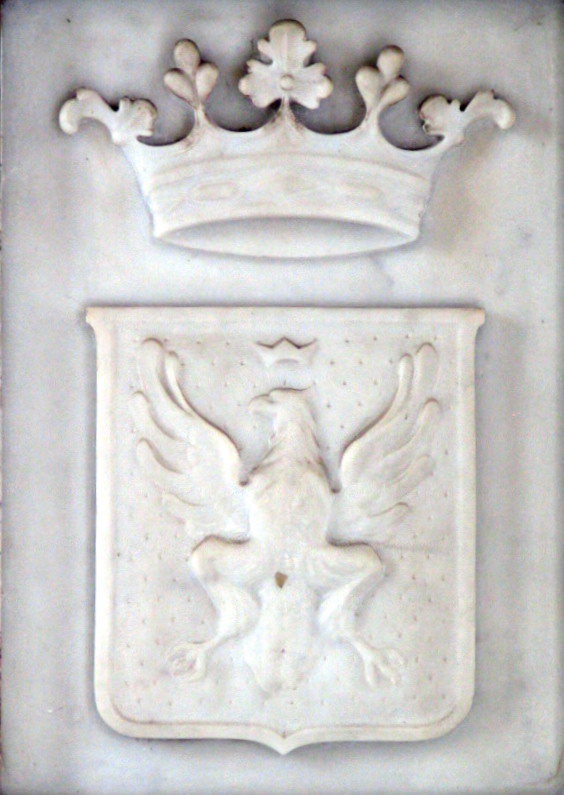
Stemma degli Alfieri nell'atrio del palazzo

Il Palazzo, ad impianto sicuramente medievale, passò di proprietà della famiglia Alfieri verso la fine del XVII secolo, come attestato da un atto notarile datato 1696, ma il Gabiani nel suo libro Le torri, le case-forti ed i Palazzi medievali in Asti, edito nel 1906, documenta la proprietà già agli inizi del Seicento.
Bera, nel suo libro Asti, edifici e palazzi del medioevo del 2004, traccia l'ipotesi che il palazzo anticamente fosse una fitta serie di edifici medievali appartenenti alla famiglia Cacherano, fortemente radicata nell'isolato prospiciente.
Nel 1736 la famiglia decise la ristrutturazione dell'edificio per opera dell'architetto Benedetto Alfieri.
Nel XIX secolo il Palazzo appartenne per lungo tempo alla famiglia Colli di Felizzano, in quanto Marianna Cristina Canalis, figlia di Giulia Alfieri (sorella del poeta), aveva sposato Luigi Colli Ricci, conte di Solbrito e marchese di Felizzano.
Le ultime tracce medievali scomparirono all'inizio del Novecento, in seguito ai lavori finalizzati alla trasformazione dell'edificio in museo ed alla costruzione della Biblioteca civica ad opera del conte Leonetto Ottolenghi.

In particolare, l'ala est del palazzo mantenne fino a quel momento un salone con soffitto a "cassettoni" con fregi secenteschi raffiguranti imprese araldiche della famiglia.

Inoltre, verso piazza Cairoli vennero demoliti alcuni edifici rustici di servizio costruendo la facciata ovest riprendendo i caratteri della facciata principale.

Luigi Colli Ricci, conte di Solbrito e marchese di Felizzano

Il conte Ottolenghi donò il palazzo al Comune di Asti, che attuò altri rimaneggiamenti nel 1923 (restauro di due camere al piano nobile e collocazione del busto di Vittorio Alfieri nel cortile) e nel 1939, 1949 e 1958.

## L'edificio

Palazzo Alfieri, portone principale. Imposte, architrave e cornice della rosta sono in noce chiaro, grata in ferro con rosette agli incroci. Portale in muratura e calcare.

Architettonicamente il progetto è molto simile a Palazzo Ottolenghi (altra opera Alfieriana).

Si presenta come un parallelepipedo lungo una cinquantina di metri che si affaccia sul corso Alfieri. La facciata è imponente, con una lunga serie di finestre al piano nobile, interrotta nella parte centrale che è avanzata, contenente il portone circondato da lesene bugnate.

Al di sopra del portone è collocato un balcone concavo con l'affaccio di una vetrata ad arco a sua volta sormontata da un timpano a volute.

All'interno, un atrio centrale si sviluppa simmetricamente a destra con uno scalone che porta ad un'ala trasversale ed a sinistra con l'ala principale del palazzo lunga ventidue metri.
Oltre il piccolo atrio, vi è un cortile trapezoidale, di forte impatto scenografico. Le pareti laterali del cortile, convergono verso un fondale concavo centrale, collegato da due pareti laterali inclinati verso l'esterno.

Tutte le sfaccettature architettoniche del cortile, ne accrescono e ne enfatizzano la struttura. Oltre a questo vi sono due porticine laterali. Una a destra che porta verso l'ala trasversale del palazzo, e l'altra a sinistra che si apre sul giardino.
Il piano nobile comprende gli appartamenti e la camera natale di Vittorio Alfieri, che visse in questa casa fino all'età di cinque anni.
Nei sotterranei del Palazzo, trovano posto la cucina, un tinaggio e quattro cantine, delle quali quella rivolata verso corso Alfieri era denominata "del vino bianco".

## Il Museo Alfieriano

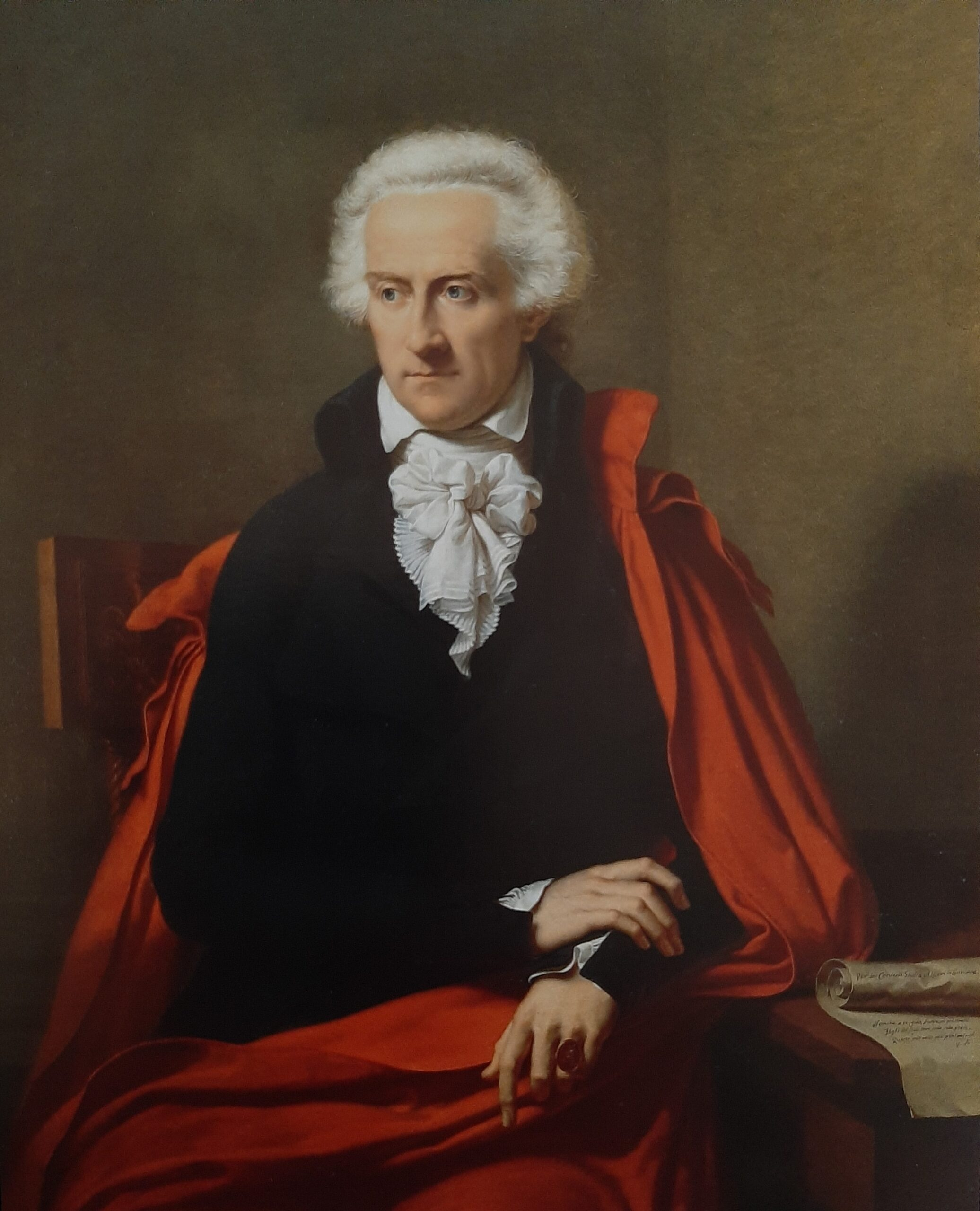
Ritratto di Vittorio Alfieri (1797), eseguito da F.X.Fabre

Il museo è stato riaperto nel 2016 dopo una ventennale chiusura per ristrutturazione.
È formato da una decina di sale del piano nobile, che conservano gli arredi originali, comprendenti l'appartamento del poeta e la camera natale.
Inoltre sono presenti un'ottantina di incisioni e litografie realizzate tra il XVIII secolo e il XIX secolo, per la maggior parte derivanti dai famosi ritratti di Fabre e provenienti dalla collezione Giovanni Montersino.
Il museo presenta anche costumi, bozzetti e documenti teatrali delle opere del trageda, oltre ad alcuni cimeli e curiosità come per esempio, una ciocca dei capelli del poeta, ed altri oggetti di uso quotidiano che la Contessa di Albany, sua amata, ha conservato gelosamente.
Sono presenti anche alcuni dipinti: nella camera dello studio, il Ritratto di Vittorio Alfieri, donato dal poeta alla sorella Giulia. Dipinto da François-Xavier Fabre nel 1797, è forse il più famoso e il più somigliante fra i ritratti dell'Alfieri. 

Camera natale di Vittorio Alfieri

Nella camera natale del poeta, il Ritratto di Marianna Monica Maillard di Tournon , madre di Vittorio, di autore ignoto e il Ritratto di Giulia Alfieri, di autore ignoto.
Nel salotto, è presente il Ritratto della Contessa d'Albany, copia di Edouard Marsal dall'originale di Fabre del 1796 e l'Edipo, dipinto da Fabre a Firenze nel 1817. Nel quadro, è ritratto anche il cane Pirro della Contessa d'Albany. Il dipinto è stato esposto al Salon di Parigi del 1827.

## I restauri
Il palazzo venne chiuso nel 1996 per necessari lavori di restauro, il termine dei quali, previsto per il 2011, ha avuto invece luogo, in forma parziale, solo nel 2016.